# Peso chilien
Pour les articles homonymes, voir Peso et CLP.
Le peso chilien (code ISO 4217 : CLP) est l'unité monétaire et la devise officielle actuelle du Chili depuis 1975. Son émission est contrôlée par la Banque Centrale du Chili. Autrefois, il était divisé en 100 centavos.

## Histoire

### Escudo de oro
La Casa de Moneda de Santiago du Chili a été fondée par Philippe V d'Espagne, en 1743. Celui-ci accorda à Don Francisco García Huidobro, le privilège perpétuel de frapper des monnaies. García Huidobro, riche voisin de Santiago, finança son installation sans coût pour le royaume. Philippe V, mourut en 1746, avant que la Casa de Moneda ait entamé ses tâches.
La première monnaie de circulation frappée au Chili fut le 4 escudos de oro, mieux connue comme la media onza, celle-ci portait effigie de Ferdinand VI et a été frappée en 1749. Mais cette même année on avait déjà effectué préalablement des premiers essais. Il s'agissait de six pièces d'or : 3 onzas et 3 medias onzas, lesquelles avaient le buste Philippe V et comme date de monnayage l'année 1744.
Le degré de finesse, le poids et la conception, ont été définis en accord avec la orden real du 9 juin 1720 qui réglementait toutes les Casas de Monedas existantes en Amérique et en Espagne. Il convient de mentionner qu'en Amérique latine fonctionnaient déjà les Casas de Monedas de Mexico, Potosí, Lima, Guatemala et de Santa Fe de Bogota.

### Premier peso de l'indépendance

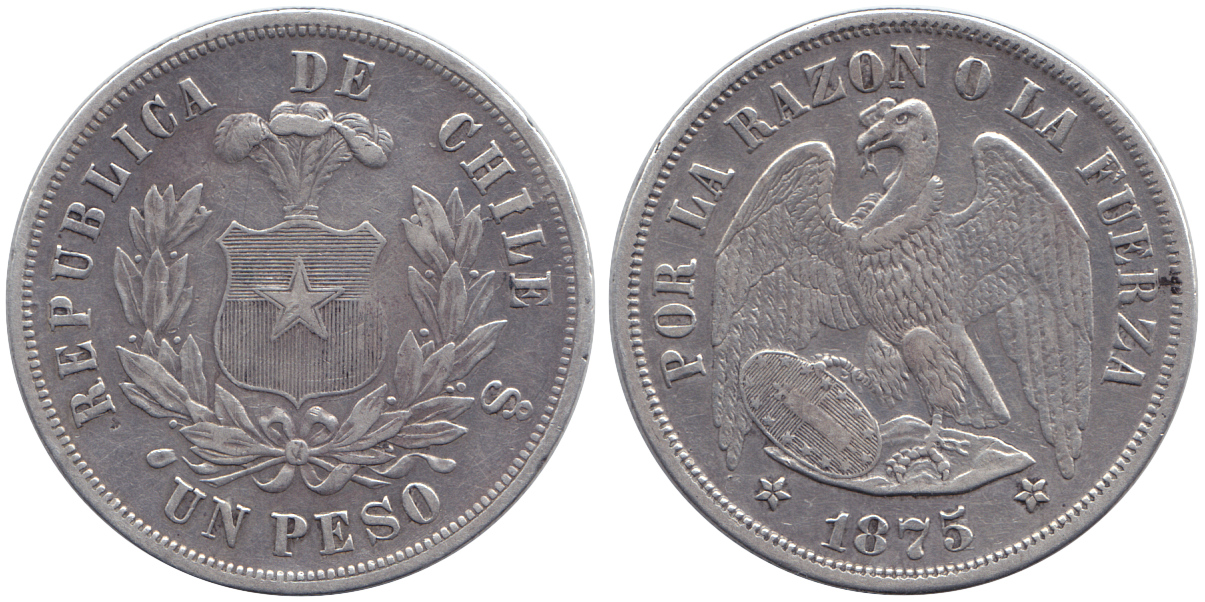
Peso chilien 1875, argent.

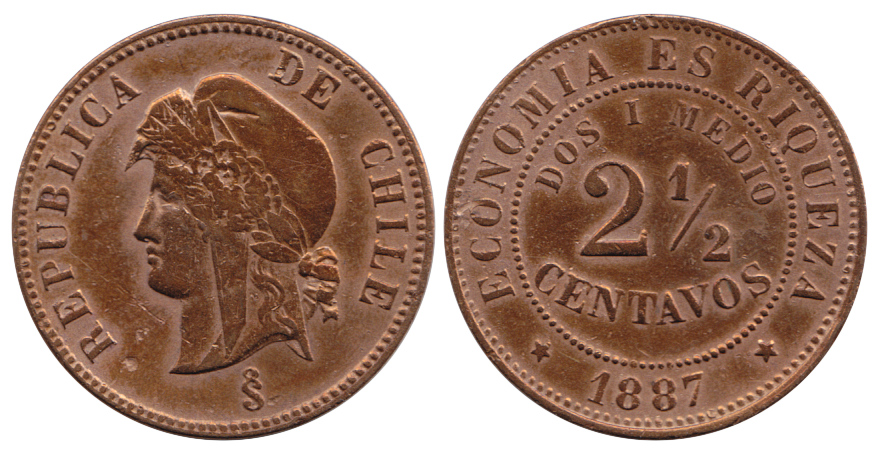
2 1/2 centavos, 1887, cuivre.

Bien que le Chili ait été définitivement libéré de l'Espagne en 1818 après la bataille de Maipú, la première monnaie du Chili indépendant fut le peso d'argent frappé en 1817, équivalant à 8 réaux espagnols. Cependant, le Chili a frappé des pièces de 16 réaux en or d'une valeur de 2 escudos jusqu'en 1851.
Le système décimal a été établi en 1851, date à partir de laquelle furent frappées les premières monnaies de cuivre. Les monnaies de cuivre de 1/2 et 1 centavo de 1835 qui ont circulé, n'ont pas été frappées au Chili mais en Angleterre. À cette époque, 1 peso pèse 25 g d'argent à 900 millièmes soit l'équivalent au change à 5 francs français, le pays s'alignant unilatéralement sur l'Union latine.

### Deuxième peso
Le peso d'argent est remplacé par l'escudo en 1960. Après une série de dévaluation, l'escudo est remplacé par un nouveau peso en 1975.

## Émissions monétaires actuelles

### Pièces de monnaie
Les pièces de monnaie sont respectivement de 10, 50 (type Bernardo O'Higgins), 100 (type Mapuche) et 500 (type Raúl Silva Henríquez) pesos.

### Billets de banque
Les billets sont de 1 000 (à l'effigie d'Ignacio Carrera Pinto et aux héros chiliens), 2 000 (Manuel Rodríguez), 5 000 (Gabriela Mistral), 10 000 (Arturo Prat) et 20 000 pesos (Andrés Bello)
Le billet de 2 000 pesos est plastifié, il peut résister à un passage en machine, et est plus difficile à déchirer qu'un billet normal.

## Usage courant
En langage familier, les Chiliens appellent 1 000 pesos : una luca. Ainsi, par exemple, 12 000 pesos se diront : doce lucas.
Les sommes de 1 et 5 pesos ne s'utilisent plus après le 1er novembre 2017, parce que l'on fait l'arrondi au niveau de l'appoint.